# Billy Gilbert
Billy Gilbert, nome d'arte di William Gilbert Barron (Louisville, 12 settembre 1894 – Hollywood, 23 settembre 1971), è stato un attore e comico statunitense.

## Biografia
Figlio di cantanti del Metropolitan Opera, cresce a San Francisco dove comincia la carriera nel vaudeville a soli dodici anni. Dopo diverse rappresentazioni a Broadway debutta sullo schermo nel 1913, scoperto da Mack Sennett, in He Would a Hunting Go, accanto a Roscoe "Fatty" Arbuckle. Non riscontra successo e fa ritorno al teatro; lì però è notato dall'emergente produttore cinematografico Hal Roach. Comincia così una lunga carriera che lo porta a collaborare con artisti importanti quali Stanlio e Ollio, James Finlayson, Mae Busch, Thelma Todd, Zasu Pitts, i fratelli Marx e Charlie Chaplin, con il quale realizza il film Il grande dittatore (1940).
Gran parte del suo successo fu dovuta alle sue apparizioni nei film di Stanlio e Ollio, dove tipicamente rappresentava il burbero vittima dei loro pasticci. Ebbe comunque modo di lavorare con altri attori quali John Wayne, Cary Grant e Marlene Dietrich.
Dopo la Seconda guerra mondiale continuò la sua attività, lavorando anche come doppiatore: dal 1951 al 1960 diede voce a un personaggio della serie televisiva Andy's Gang.
Continuò a lavorare come doppiatore dando voce al gigante Willie della serie animata di Topolino, fino a poco prima della morte, sopraggiunta a causa di un'apoplessia all'età di 77 anni.

## Filmografia parziale

### Cinema
- Vicini rumorosi (Noisy Neighbors), regia di Charles Reisner (1929)
- La scala musicale (The music box), regia  di James Parrott (1932)
- Il circo è fallito (The chimp), regia di James Parrott (1932)
- Il compagno B (Pack up Your Troubles), regia di George Marshall e Raymond McCarey (1932)
- Un'idea geniale (Their first mistake), regia di George Marshall (1932)
- Lui e l'altro - Anniversario di nozze (Thoroughly Married - Twice Two), regia di George Marshall e James Parrott (1933)
- La nuova ora (This Day and Age), regia di Cecil B. DeMille (1933)
- La vedova allegra (The Merry Widow), regia di Ernst Lubitsch (1934)
- Riccioli d'oro (Curly Tops), regia di Irving Cummings (1935)
- Una notte all'opera (A Night at the Opera), regia di Sam Wood (1935)
- La forza dell'amore (The Bride Walks Out), regia di Leigh Jason (1936)
- La lucciola (The Firefly), regia di Robert Z. Leonard (1937)
- Musica per signora (Music for Madame), regia di John G. Blystone (1937)
- Biancaneve e i sette nani (Snow White and the Seven Dwarfs) (1937) - voce
- Rosalie, regia di W.S. Van Dyke II (1937)
- The Life of the Party, regia di William A. Seiter (1937)
- Venti anni dopo (Block-Heads), regia di John G. Blystone (1938)
- Stella del Nord (Happy Landing), regia di Roy Del Ruth (1938)
- Partita d'azzardo (Destry Rides Again), regia di George Marshall (1939)
- Chicken Feed, regia di Charles E. Roberts (1939)
- La signora del venerdì (His Girl Friday), regia di Howard Hawks (1940)
- Sandy Is a Lady, regia di Charles Lamont (1940)
- Scatterbrain, regia di Gus Meins (1940)
- A Little Bit of Heaven, regia di Andrew Marton (1940)
- Il grande dittatore, regia di Charlie Chaplin (1940)
- La taverna dei sette peccati (Seven Sinners) regia di Tay Garnett (1940)
- No, No, Nanette, regia di Herbert Wilcox (1940)
- La valle degli uomini rossi (Valley of the Sun), regia di George Marshall (1942)
- Le mille e una notte (Arabian Nights), regia di John Rawlins (1942)
- Always a Bridesmaid, regia di Erle C. Kenton (1943)
- Bongo e i tre avventurieri (Fund and Fancy Free), regia di Hamilton Luske e William Morgan, prodotto da Walt Disney (1947) - voce
- Il bacio del bandito (The Kissing Bandit), regia di László Benedek (1948)
- Down Among the Sheltering Palms, regia di Edmund Goulding (1953)
- Cinque settimane in pallone (Five Weeks in a Balloon), regia di Irwin Allen (1962)
- Paradise Alley, regia di Hugo Haas (1962)
- Stanlio & Ollio l'irresistibile coppia (The Best of Laurel and Hardy) (1965)

### Cortometraggi
- Andiamo a lavorare (One Good Turn), regia di James W. Horne (1931)
- In libertà (On the Loose), regia di Hal Roach (1931)
- Neonati prodigio (Free eats), regia di Robert McGowan (1932)
- La scala musicale (The Music Box), regia di James Parrott (1932)
- Il circo è fallito (The Chimp), regia di James Parrott (1932)
- Ospedale di contea (County Hospital), regia di James Parrott (1932)
- Un'idea geniale (Their First Mistake), regia di George Marshall (1932)
- Trainati in un buco (Towed in a Hole), regia di George Marshall (1932)
- Vita in campagna (Them Thar Hills) regia di Charley Rogers (1934)

## Doppiatori italiani
Nelle versioni in italiano delle opere in cui ha recitato, Billy Gilbert è stato doppiato da:
- Olinto Cristina in La scala musicale, Ospedale di contea, Vita in campagna, Partita d'azzardo, La taverna dei sette peccati, Le mille e una notte
- Carlo Romano in Venti anni dopo, La scala musicale (2º dopp.), Il bacio del bandito
- Mario Besesti in Musica per signora
- Vinicio Sofia in Il grande dittatore (ed. 1949)
- Mario Gallina in Il compagno B (ridoppiaggio)
- Pietro Ubaldi in La scala musicale (4º dopp.)
- Cesare Ferrario in Ospedale di contea (3º dopp.)
- Corrado Gaipa in  Il grande dittatore (ridopp. 1972)

Da doppiatore è sostituito da:
- Gero Zambuto in Biancaneve e i sette nani  (ed. 1938)
- Vittorio Di Prima in Biancaneve e i sette nani (ed. 1972)
- Arnoldo Foà in Bongo e i tre avventurieri[1]